# 5-nitrosalicilat dioksigenaza
5-nitrosalicilat dioksigenaza (EC 1.13.11.64, naaB (gen)) je enzim sa sistematskim imenom 5-nitrosalicilat:kiseonik 1,2-oksidoreduktaza (deciklizacija). Ovaj enzim katalizuje sledeću hemijsku reakciju
5-nitrosalicilat + O2 {\displaystyle \rightleftharpoons } 2-okso-3-(5-oksofuran-2-iliden)propanoat + nitrit (sveukupna reakcija)
(1a) 5-nitrosalicilat + O2 {\displaystyle \rightleftharpoons } 4-nitro-6-oksohepta-2,4-dienedioat
(1b) 4-nitro-6-oksohepta-2,4-dienedioat {\displaystyle \rightleftharpoons } 2-okso-3-(5-oksofuran-2-iliden)propanoat + nitrit (spontana reakcija)
Enzim bakterija iz zemljišta Bradyrhizobium sp. JS329 učestvujeu u degradaciji 5-nitroantranilata.

## Literatura
- Nicholas C. Price; Lewis Stevens (1999). Fundamentals of Enzymology: The Cell and Molecular Biology of Catalytic Proteins (Third изд.). USA: Oxford University Press. ISBN 019850229X.
- Eric J. Toone (2006). Advances in Enzymology and Related Areas of Molecular Biology, Protein Evolution (Volume 75 изд.). Wiley-Interscience. ISBN 0471205036.
- Branden C; Tooze J. Introduction to Protein Structure. New York, NY: Garland Publishing. ISBN 0-8153-2305-0.
- Irwin H. Segel. Enzyme Kinetics: Behavior and Analysis of Rapid Equilibrium and Steady-State Enzyme Systems (Book 44 изд.). Wiley Classics Library. ISBN 0471303097.

## Spoljašnje veze
- 5-nitrosalicylate+dioxygenase на 